# 安德烈亞·皮納蒙蒂
安德烈亞·皮納蒙蒂（義大利語：Andrea Pinamonti；1999年5月19日—），意大利足球運動員，現時効力意甲球隊热那亚（意大利足球乙级联赛球會薩索羅外借），司職翼鋒。

## 俱樂部生涯
2018-19賽季，皮納蒙蒂被租借至弗羅西諾內。2019-20賽季，皮納蒙蒂為热那亚在各項賽事中出場34次，打入7球。
2020年9月，皮納蒙蒂重返國際米蘭。2021年5月8日，在國際米蘭對陣桑普多利亞的比賽中，皮納蒙蒂打入重返國際米蘭後的首球。
2021年8月，皮納蒙蒂租借加盟恩波利。2022年8月，薩索羅以租借+強制買斷的形式引進皮納蒙蒂，雙方簽訂一份2027年到期的合同。

## 國家隊生涯
2022年5月，皮納蒙蒂入選意大利國家足球隊公佈的國家隊大名單。

## 外部連結
- Andrea Pinamonti （页面存档备份，存于） at Inter.it
- Soccerway資料庫：安德烈亞·皮納蒙蒂
- Andrea Pinamonti （页面存档备份，存于） at TBPlayers